# Zromi-Kirche

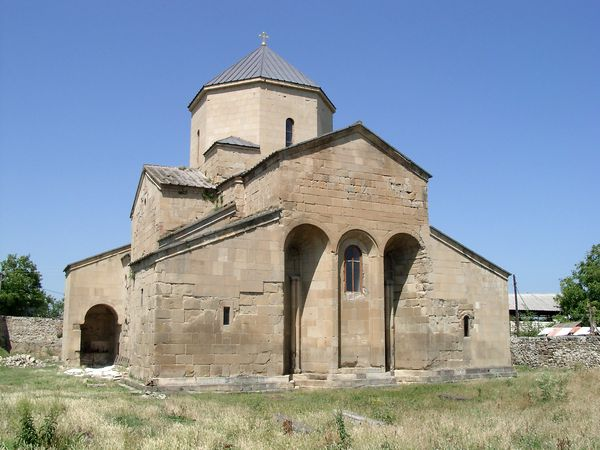
Zromi-Kirche

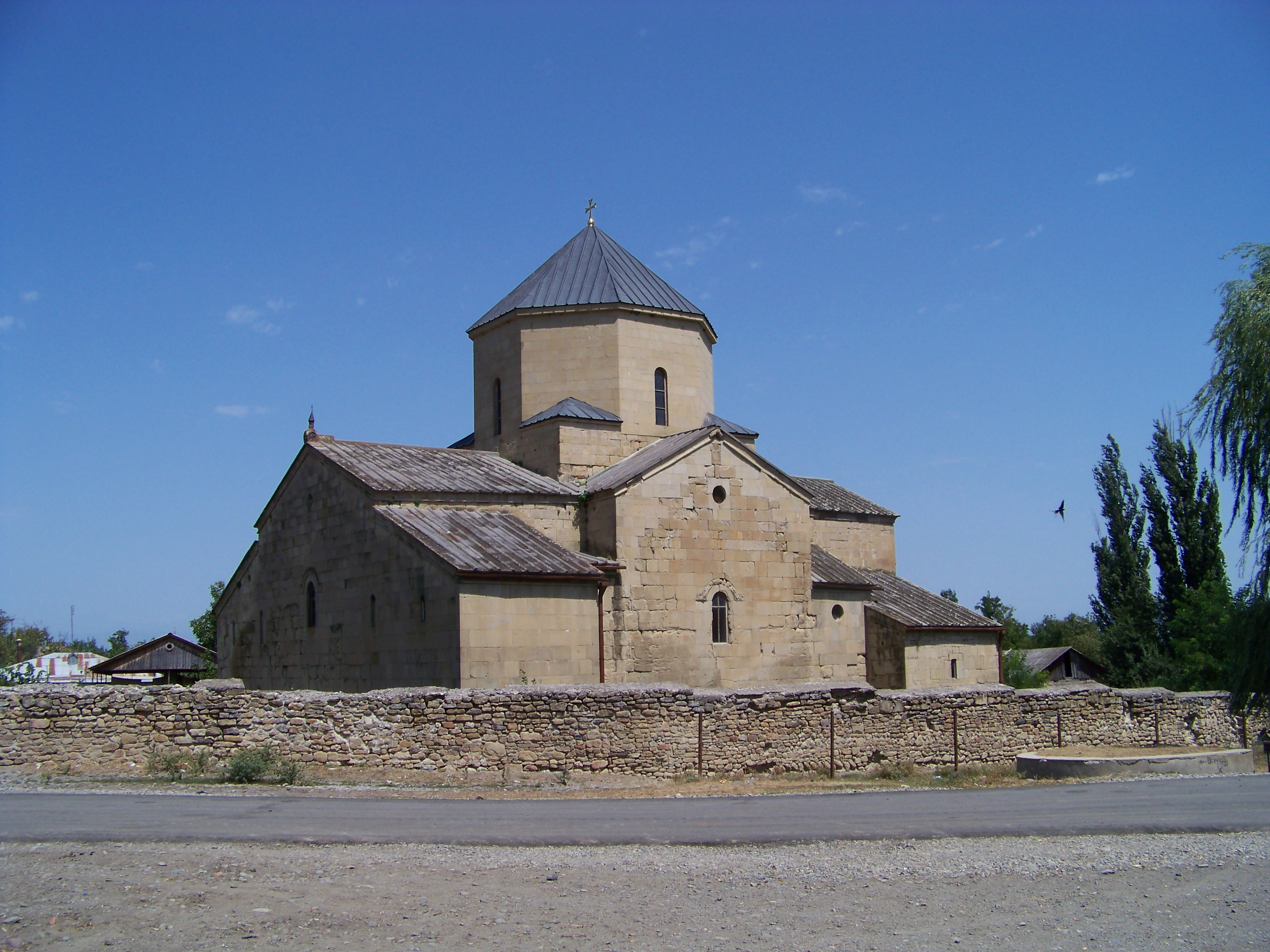
Zromi-Kirche

Die Zromi-Kirche (georgisch წრომი oder georgisch წრომის ტაძარი, t͡sʼromɪ) ist eine Kirche im gleichnamigen Dorf Zromi bei Chaschuri in der Region Innerkartlien in Georgien. Das Gebäude liegt im Zentrum des Dorfes. Bevor die heutige Kirche gebaut wurde, stand im Dorf Zromi schon seit dem 4. Jahrhundert ein wichtiges Kirchengebäude, in dem der heilige Raschden gemartert wurde. Die heutige Kirche wurde im Auftrag von König Stepanos II. (626–635) errichtet. Die Zromi-Kirche wurde im Mittelalter mehrmals beschädigt und umgearbeitet. Während eines Erdbebens im Jahre 1940 stürzte die Kuppel ein. In den 1970ern wurde der Kirche dann eine neue Kuppel aufgesetzt. 